# قرار مجلس الأمن التابع للأمم المتحدة رقم 1284
قرار مجلس الأمن الدولي رقم 1284 صدر في 17 ديسمبر/ كانون الأول 1999. يشير فيه إلى عدم التزام العراق بإعادة جميع الكويتيين ورعايا البلدان الأخرى ممن كانوا في العراق في 2 أغسطس/ آب 1990 أو بعد ذلك إلى أوطانهم. كما يقرر ان يسمح العراق للجنة التفتيش الوصول فوراً ودون شروط إلى المناطق والمرافق والمعدات والسجلات ووسائل النقل التي تود اللجنة تفتيشها، كذلك جميع المسؤولين والعاملين الذين تود اللجنة مقابلتهم. وتتحمل العراق كافة تكاليف لجنة التفتيش والوكالة الدولية للطاقة الذرية في كل ما يتصل بعملها. ويشجع في هذا القرار الدول والمنظمات الدولية تقديم المساعدات ذات الطابع التعليمي للعراق.